# Village d'Austerlitz
Pour les articles homonymes, voir Austerlitz.
Le village des Deux-Moulins, qui prendra le nom de village d'Austerlitz en 1806, est un ancien village de guinguettes qui était situé à la limite de Paris.

## Situation
Le village serait situé, de nos jours, dans le quadrilatère limité par le boulevard de l'Hôpital, la rue Jenner, le boulevard Vincent-Auriol et de la rue Esquirol (comme rue principale), ainsi que d'une partie des rues Bruant, Jenner, Jeanne-d'Arc, Campo-Formio, Pinel et place Pinel.

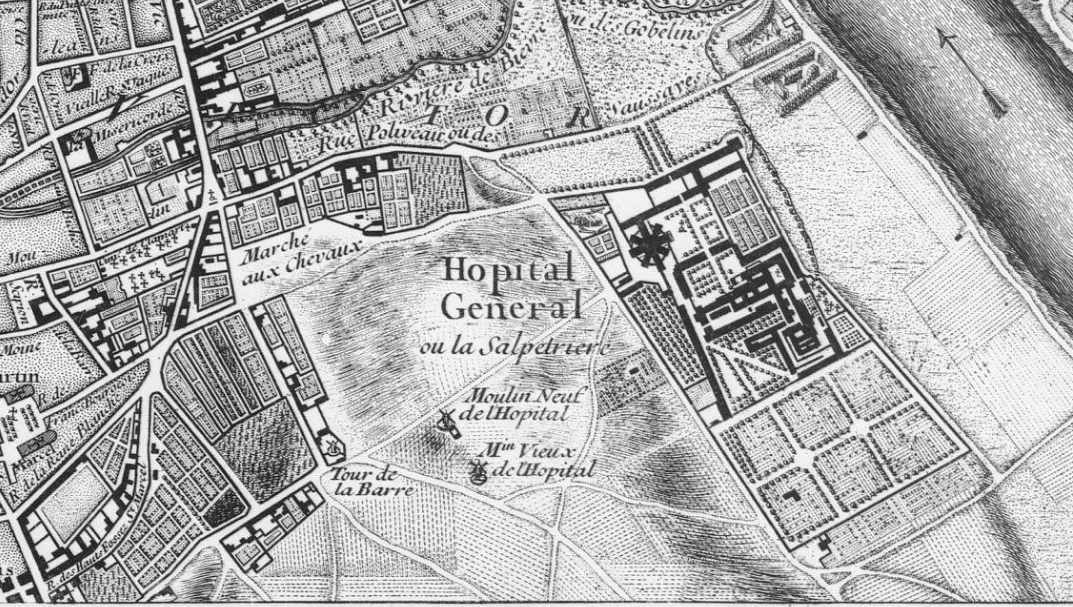
Le village des Deux-Moulins vers 1730.
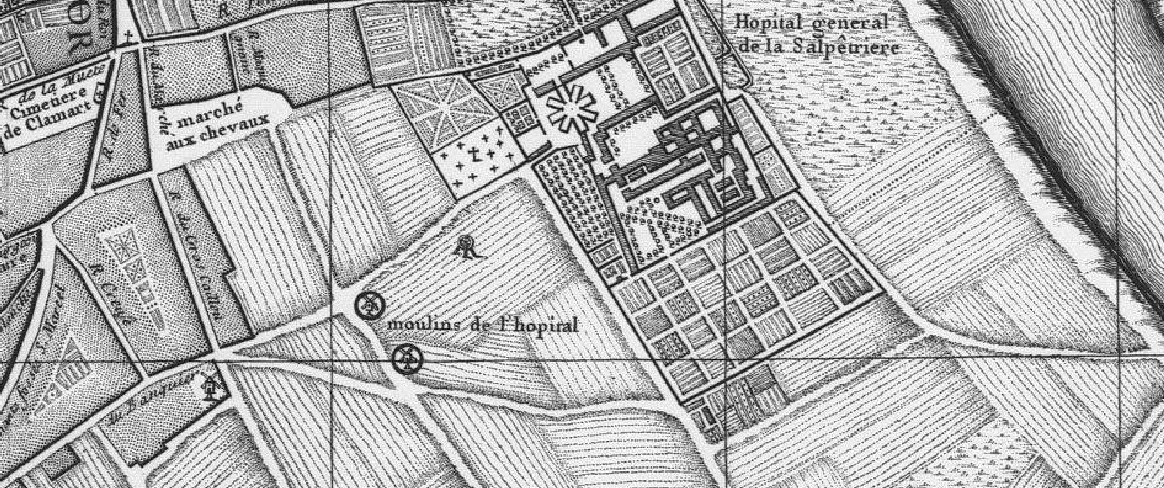
Le village des Deux-Moulins vers 1760.
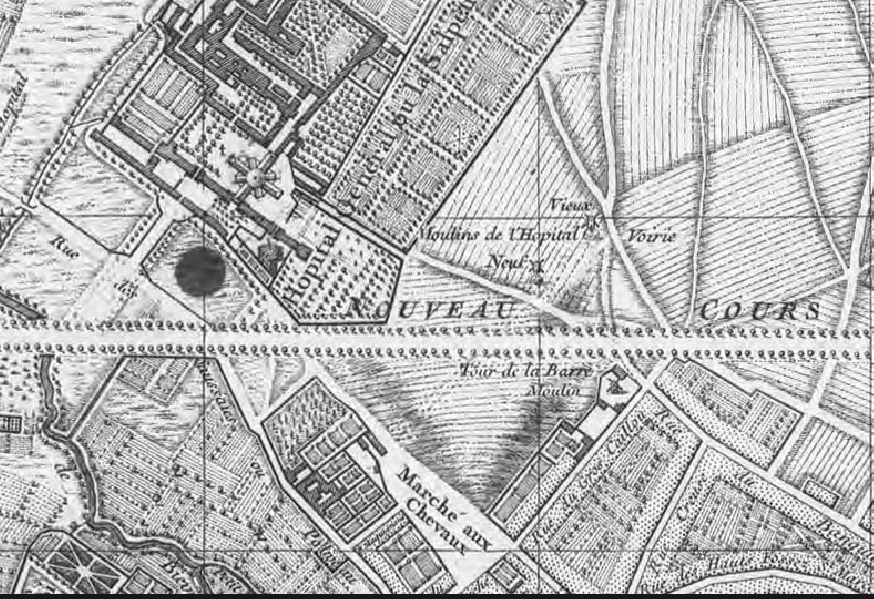
Le village des Deux-Moulins vers 1762.
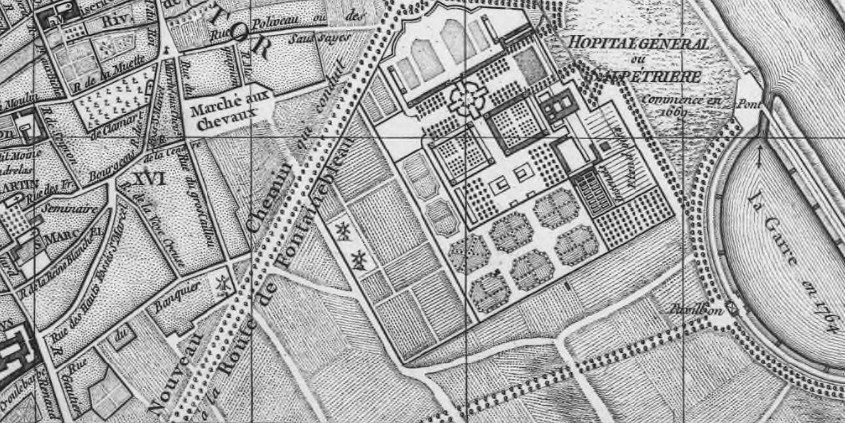
Le village des Deux-Moulins vers 1771.
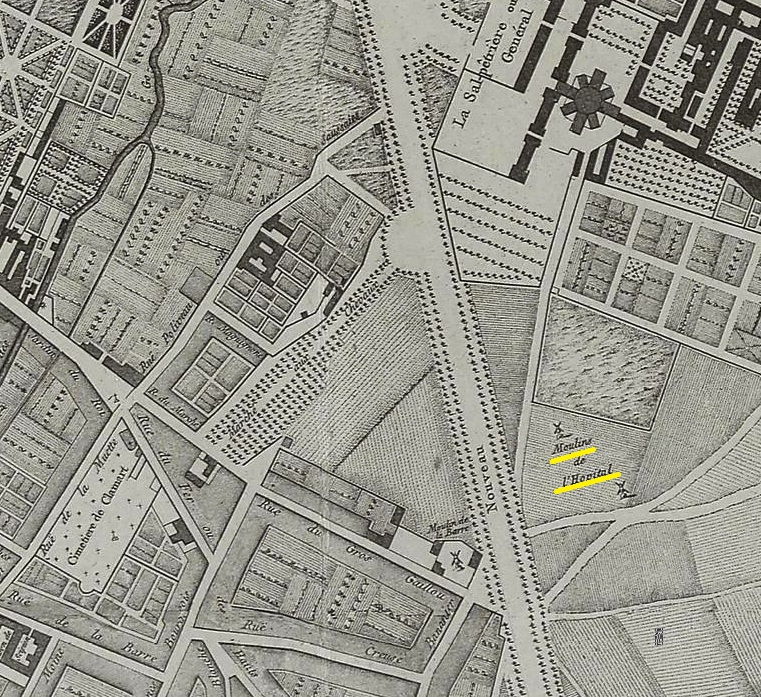
Le village des Deux-Moulins vers 1775.
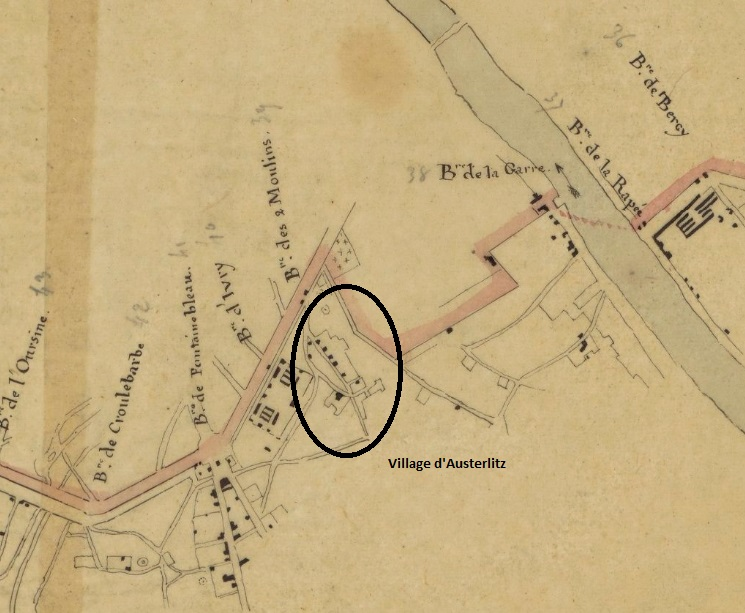
Le village d'Austerlitz vers 1800.
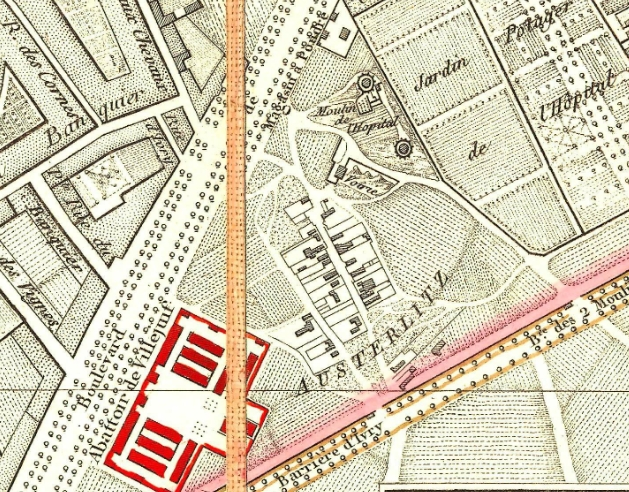
Le village d'Austerlitz vers 1814.

## Origine du nom
Le village des Deux-Moulins prendra le nom de « village d'Austerlitz » en 1806 après la victoire d'Austerlitz.

## Historique
À l'origine, ce lieu est dit des Deux-Moulins en référence aux moulins à vent dits moulin neuf de l'Hôpital et moulin vieux de l'Hôpital, implantés au nord du chemin, qui figurent sur tous les plans depuis celui de Jean de La Caille (1714),. À l'époque de la Révolution, une ferme se trouve vis-à-vis des deux moulins. Puis, à la fin du XVIIIe siècle, le chemin se borde de constructions permettant à ce lieu, situé alors sur le territoire d'Ivry-sur-Seine, de donner naissance à un hameau qui prend naturellement le nom de « village des Deux-Moulins ». Ainsi l'espace compris entre l'hôpital de la Salpêtrière, le mur d'enceinte des Fermiers généraux et le boulevard de l'Hôpital dépendait de ce petit village qui se composait de plusieurs guinguettes.

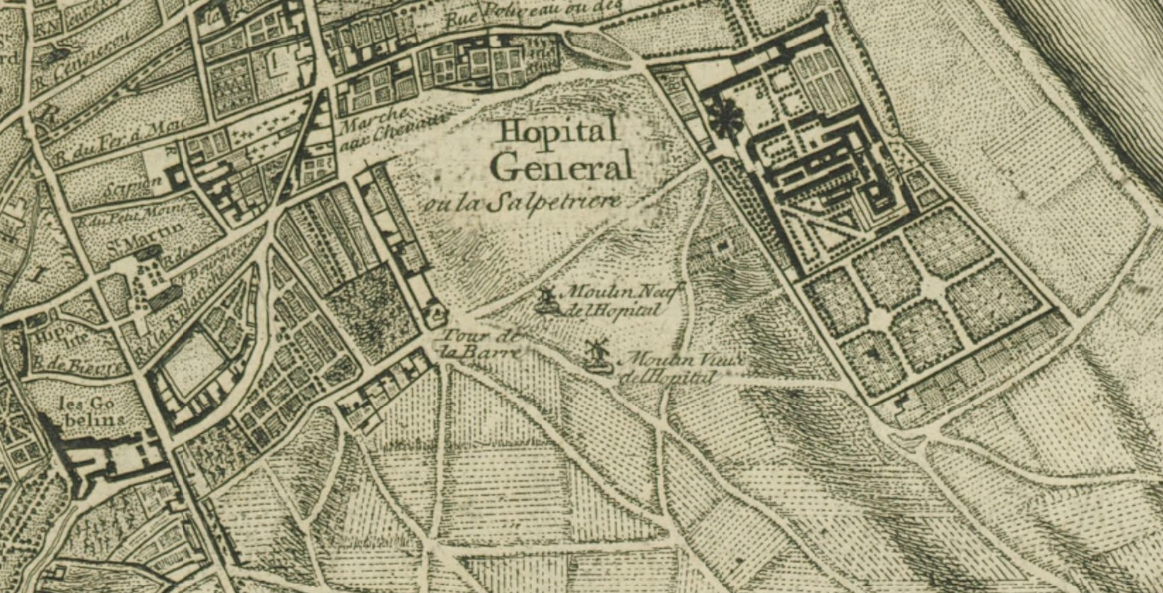
Emplacement des moulins de l’Hôpital et du futur village d'Austerlitz à Paris.

En 1806, après la victoire de Napoléon à Austerlitz le village est renommé « village d'Austerlitz ».
Le village d'Austerlitz avait une place centrale (place Pinel) et ne comptait que trois rues : « grande rue d'Austerlitz » (rue Esquirol), « rue du Chemin-des-Étroites-Ruelles » (rue de Campo-Formio) et « rue des Deux-Moulins » (rue Jenner) ainsi que deux chemins convertis en rues sous les noms de Bellièvre et Bruant. « Les rues sont bordées de maisons basses, bâties avec un peu de plâtre et beaucoup de boue ; cela ressemble plus à des rabouillères, à des huttes de Lapons qu'à des habitations de civilisés : maisons de petites gens, en effet, que ces maisons sont là ! Maisons dignes des rues, rue dignes des maisons et habitants dignes des maisons et des rues. On se sent dans le voisinage de la Salpêtrière, une maison de folles qui a commencé par être une maison de gueux. »
Vers l’année 1818, ce territoire d'Ivry-sur-Seine est annexé à Paris ; le mur d'enceinte des Fermiers généraux, qui se trouvait alors sur le boulevard de l'Hôpital, fut reporté beaucoup plus loin, jusqu'au boulevard Vincent-Auriol. Le village d'Austerlitz se trouve alors coupé en deux, et la partie située au-delà du mur des Fermiers généraux est nommée « Nouveau monde ».
Une décision ministérielle, en date du 3 février 1821, fixe la largeur de la grande rue d'Austerlitz à 10 mètres. Le numérotage de cette voie publique a été fait pour la première fois en 1825. Il a été rectifié en 1837, par suite des nouvelles constructions qui ont été élevées dans cette rue. Sur l'emplacement du village d'Austerlitz, on a formé les chemins de ronde des barrières de la Gare et d'Ivry, la place de la Barrière-d'Ivry, les rues de la Barrière-des-Gobelins, de l'Hôpital-Général et de Villejuif et également l'abattoir de Villejuif.
Dans le village s'installent un grand nombre de guinguettes et d'auberges, mais également dix maisons de prostitution ainsi qu'une population indigente qui se regroupera dès 1850 dans la cité Doré.
Sur la place Pinel se trouve alors l'entrée d'un parc loué par son propriétaire, monsieur Doré, aux ouvriers des Ateliers nationaux, à partir de 1848. Il les laissa y édifier des bicoques, et instaura bibliothèque et cours du soir. Malheureusement, l'insalubrité et l'insécurité ruinèrent cette utopie et la cité Doré est détruite de 1905 à 1920.
Alors que la partie du hameau d'Austerlitz située au voisinage des barrières était surtout riche en guinguettes, la partie non intégrée à Paris en 1818, ne comportait, en 1860, que de pauvres maisons où habitait une population de carriers et de chiffonniers. Les guinguettes de la Mère Marie et Au Grand Saint-Nicolas, proches de la barrière de Fontainebleau, étaient les plus réputées.